# Батыревский район
Ба́тыревский райо́н (чув. Патăрьел районĕ, тат. Батыр районы) — административно-территориальная единица в Чувашской Республике России. В границах района образован одноимённый муниципальный округ (в 2004—2022 годах — муниципальный район).
Административный центр — село Батырево.

## География
Район расположен на юго-востоке Чувашской Республики. Площадь 944 км². Граничит с Комсомольским и Ибресинским районами на севере, с Яльчикским районом на севере и востоке и с Алатырским районом на западе. На юге граничит с Шемуршинским районом Чувашии и Буинским районом Республики Татарстан.

## История
Юго-восточная часть Чувашии, включая Батыревский район, была обитаема с глубокой древности. Археолог и историк В. Д. Димитриев считал, что земледельческая культура в этой регионе зародилась значительно раньше, чем в северных районах Чувашии. Это подтверждается и многочисленными археологическими исследованиями В. Ф. Каховского.
В IX—XIII веках эта местность входила в состав основной территории Булгарского государства. На территории района находится Тигашевское городище — языческое святилище (а позднее — феодальный замок) волжских булгар X—XIII веков. Тигашевский замок занимал важное место в торговых сношениях Волжской Булгарии с Киевской Русью. В хозяйстве его жителей ведущую роль играли земледелие и скотоводство. Археологическими исследованиями находятся керамика булгарского типа, сельскохозяйственные орудия, наконечники стрел, украшения. Городище погибло к XIII веку в условиях обострения феодальных междоусобиц.
На территории села Новое Ахпердино находилось булгарское селище домонгольского времени, а на окраине деревни — городище, остатки которого впоследствии были сильно разрушены распашкой. У деревни Старые Тойси в обрыве берега реки Булы выявлен культурный слой, в котором обнаружены булгарская керамика, остатки зерновых ям и развалины печей. В деревне Яншихово найдены серебряные дирхемы 741 года хиджры (1340—1341 года) чеканки в городе Сарай-ал-Джежид с именем хана Джанибека. На месте Именевского селища, Малоарабузинского, Первомайского и Бахтигильдинского местонахождений обнаружены обломки булгарской круговой посуды, глиняные сосуды.
Во времена монголо-татарского завоевания Волжской Булгарии население стало активно перемещаться в более спокойные северные лесные районы, но массовым это явление стало лишь в конце XIV века, после походов Булат-Тимура и Тамерлана на южные части прежней Булгарии, сочетаемых с набегами русских князей и ушкуйников. Это подтверждается археологическими данными, свидетельствующими о том, что намогильные памятники и следы городищ и селищ на территории района хронологически не встречаются после XIV века.
В. Д. Димитриев писал, что уехавшими отсюда крестьянами эти земли даже в период запустения использовались для обрабатывания и культивирования земель, практика «пашни наездом» освидетельствована писцовыми книгами Свияжского уезда 1565—1567 годов, для бортничества, бобрового промысла и рыбной ловли. Продолжали существовать отдельные поселения, так, в договорной записи Тобулая, Свергузи и Тартая Тобалановых времён казанского хана Сафа-Гирея, упоминается о деревне Именево на реке Большой Буле, о пахотных землях на её берегах. XV—XVI века в жизни местности знаменуются частыми набегами ногайцев, феодалов крымских татар и калмыков.
В период правления Ивана Грозного в состав Русского царства эта земля вошла как «Дикое поле» — территория, входившая в состав прекратившего существование в 1552 году Казанского ханства.
Обратное заселение пустующих земель ясачными людьми, служилыми чувашами и татарами началось во второй половине XVI — начале XVII веков, чему способствовали государственные указы тех времен, а также строительство Кубнинской и Карлинской засечных черт. Подавляющее большинство деревень в Батыревском районе основано переселенцами из нынешней территории центральных и восточных районов Чувашии, чувашскими и татарскими крестьянами с левобережья Волги (Арская сторона), служилыми татарами и чувашами. Первыми после запустения XIV—XV веков возникли сёла Тигашево, Балабаш-Баишево, Алманчиково и другие.
По документальным свидетельствам, Иван Грозный, шедший на Казань, частью своих войск проходил и через территорию района («18-й стан царя был устроен на реке Карле, 19-й на реке Буле»). В книге «Материалы для географии и статистики России. Симбирская губерния», подготовленной офицером Генерального штаба А. Липинским и изданной в Санкт-Петербурге в 1868 году, приводится факт, записанный им в Буинском уезде: в селе Батырево жил некий мурза, которому Иван Грозный подарил бахрому с золотистыми кистями и серебряную чашу за услугу проводника в лесах до самой Казани.
В 1620 году основана деревня Тойси, в 1629 году — Татарские Тимяши. В те же годы мишарями Касимовского ханства основаны Шыгырдан, Татарские Сугуты и другие селения. В 1634 году переселенцами из Цивильского уезда образована деревня Ахпердино, в 1642 году переселенцами из Свияжского уезда основана деревня Бахтиарово.
Необходимо отметить, что вновь созданные в этой местности колонии административно зачастую относились к той же волости и уезду, откуда пришли переселенцы. Так, новая деревня Ахпердино («предок» современных деревень Старое Ахпердино, Козловка и Булаково, села Новое Ахпердино) на берегу реки Булы в 1630-е годы ещё формально относилась к неблизко от неё расположенному Цивильскому уезду, и лишь с 1649 года, как и многие другие селения южной части Чувашии, образовавшиеся в результате переселений из северных районов, были зачислены во вновь созданный Симбирский уезд Приказа Казанского Дворца.
Крестьяне местности не остались в стороне от Крестьянской войны под предводительством Степана Разина.
В ходе губернской реформы 1708 года местность вошла в состав Симбирского уезда Казанской губернии. В 1740-е годы началась насильственная христианизация чувашей, проживающих на её территории.
В 1740—1763 годах в деревне Старое Ахпердино нынешнего Батыревского района работал винокуренный завод Свияжского купца, в 1770-х годах на реке Люле был построен казённый винокуренный завод, в селе Шихирданы имелся поташный завод.
В 1780 году на основании указа Екатерины II от 15 (26) сентября 1780 года и указа Сената Российской империи от 27 декабря 1780 года местность до 1920 года вошла в состав Буинского уезда Симбирского наместничества (с 1796 года Симбирской губернии).
Большебатыревская волость образована в 1797 году в ходе административной реформе Российской империи, также на территории соответствующей современному Батыревскому району существовали Арабузинская и Бекшиковская волости, которые позднее были упразднены и заменены Тархановской и Шихирдановской волостями.
После 1835 года, с переводом жителей здешних мест в удел, волость стала называться Батыревским удельным приказом. Однако такое название продержалось недолго, и волостям вернули прежнее название.
В 1834 году государственные крестьяне Батыревской волости были переведены в удельное ведомство, что ухудшило их экономическое положение и вызвало массовые и волнения крестьян в сёлах Шихирданы, Татарские и Чувашские Сугуты, Норваш-Шигали, Долгий Остров и других, которое было подавлено воинской командой прибывшего из Санкт-Петербурга министра юстиции, генерал-адъютанта Лобанов-Ростовского. Предводители были сосланы в Сибирь, приговорены к каторжным работам. Волнения крестьян продолжались в 1839—1840 годах.
В 1838—1840 годах впервые в местности появились начальные народные училища в сёлах Тарханы, Турунове, Тойси и Сугуты, женское училище возникло в Турунове. В 1869 году в волостном центре деревне Большое Батырево была открыта первая земская почтовая станция, временный покой (больница).
В 1869 году свирепствовала сибирская язва.
В 1872 и в 1879 годах Тойсинское земское училище в целях инспекторской проверки посетил И. Н. Ульянов.
В 1884 году почтовая станция в волостном центре стала производить прием и выдачу различного рода корреспонденций, чего до этого не было. В 1885 году земская больница получила новое здание на 35 коек[уточнить].
В 1892 году в волостной центр село Большое Батырево из уездного центра города Буинска через сёла Тимбаево и Алманчиково был проложен телефонный провод. Отсюда телефонная связь тянулась в Ибресинском и Курмышском направлении (сёла Шерауты и Хомбусь-Батырево, город Курмыш). Телефонные аппараты были установлены в волостном правлении, в здании земской больницы и на почтовой станции.
В 1887 году переселенцами из деревни Новое Ахпердино образовалась деревня Булаково.
В 1891—1892 и 1897—1898 годах крестьяне Большебатыревской, Тархановской и Шихирдановской волостей, ввиду продолжительных засух, сильно пострадали от неурожая.
В 1906 году арестовали революционных агитаторов в сёлах Большое Батырево, Сугуты, Тойси. При аресте одного из них было изъято 15 фунтов нелегальной антиправительственной литературы, а у двух агитаторов стражники отобрали большое количество брошюр и прокламаций (по 100 штук каждого наименования). Учитель народного училища села Тойси Кондратьев П. В. своей агитацией поднял местных жителей против властей, протестующие выгнали из села пристава со стражниками, собиравших недоимки по налогам.
Помимо ныне существующих селений, после столыпинских реформ, с 1906—1907 годов по 1920-е годы существовал хутор Малое Ахпердино, несколько километров южнее деревни Старое Ахпердино; также несколько хуторов выселились из деревень Старые Тойси (хутор «Три берёзы») и Новое Ахпердино.
В 1911 году проведена перепись в рамках подворной переписи Симбирской губернии. По её данным процент людей, владеющих русской грамотой, составлял 22 единицы среди мужского населения и 2 среди женского. Примечательно, что в целом по Буинскому уезду наименьшим этот показатель являлся в татарских селениях — это объясняется распространением среди них письменности татарской.
По данным той же переписи отмечается малоземелье, бо́льшая обеспеченность лошадьми, нежели коровами. Среди чуваш — «исконных землепашцев» (по выражению составителей книги переписи) — процент хозяйств с лошадьми был больше общеуездного; среди татар — «более склонных ко вне земледельческим промыслам» — этот процент был ниже (как, впрочем, и процент обеспеченности их землёй). Основными земледельческими культурами были овёс и полба.
Число хозяйств, занимающихся промыслами, в Батыревской волости, по сравнению с иными волостями Буинского уезда было небольшим — всего 23 процента. В Тархановской волости (западная часть нынешнего Батыревского района), в связи с близостью к лесу, были распространены бондарный промысел и производство щепных товаров (лопаты, корыта), в Шихирдановской волости (современные татарские деревни района, кроме деревни Татарские Тимяши, которая входила в Большебатыревскую волость) — дегтярный промысел и смолокурение.
Пчеловодство было развито преимущественно в чувашских селениях: Тархановская волость — 332 пасеки, Батыревская — 166 пасек, Шихирдановская — 3-4 пасеки.
На территории Батыревской, Тархановской и Шихирдановской волостей, ныне составляющей Батыревский район, была установлена Советская власть. 21 марта 1918 года на съезде Батыревской волости выбрали председателя волисполкома (Л. Г. Селенин), его секретаря, начальника волостной милиции. После волостного съезда начали создавать сельские советы. Инициаторами съездов явились революционно настроенные люди — в основном бывшие фронтовики, недавно демобилизованные солдаты.
Летом 1918 года в Батыревском районе проходили бои между красноармейцами и белогвардейцами. Продвигаясь в сторону Алатыря и Ибресей, чтобы захватить железную дорогу и лишить тем самым Восточный фронт Красной Армии снабжения оружием и продовольствием, белогвардейские войска ворвались в пределы этой местности. Штаб белых расположился в селе Алманчиково. Во время рейдов конная разведка задержала комиссара Буинского уисполкома В. К. Кузьмина, второго военного комиссара — в прошлом учителя Татмыш-Югелевской школы — П. Е. Крепкова, агитатора — учителя из деревни Долгий Остров — К. Н. Апанаева. Крепков и Апанаев погибли в бою под Батыревом утром 28 августа 1918 года, Кузьмин — был заключён в буинскую тюрьму и расстрелян.
В том же году в местности была окончательно установлена советская власть: в начале сентября 1918 года белые были изгнаны, исполкомы сельских советов на местах возобновили работу. По прибытии из Петрограда Третьего сводного продотряда для заготовки хлеба для голодающих рабочих жители волостей откликнулись на призывы о помощи: к примеру, крестьяне Тархановской волости решили отпустить из своих личных долей 275 пудов хлеба. Во всех трёх волостях (Батыревской, Тархановской и Шихирдановской) завершилось создание комитетов бедноты.
24 июня 1920 года принят декрет об образовании Чувашской автономной области в составе РСФСР. 30 июля Тархановская волость и 3 августа 1920 года (утверждено 31 января 1921 года) Батыревская волость были приняты в её состав, а Шихирдановская — как волость с татарским населением — продолжала оставаться в Буинском уезде. В ноябре 1921 года между комиссией ТАССР и представителя Чувашской АО был подписан договор о переходе в состав последней Шемалаковской и Шихирдановской волостей, а также селений Убей-Начарово и Ишмурзино-Суринск Энтугановской волости.
Ввиду отдалённости от уездного центра (волости Буинского уезда были причислены к уезду Цивильскому), в посёлке Ибреси организован временный центр с органами управления. Территория получила название Ибресинский район Цивильского уезда, однако уже 22 июня 1921 года район был упразднён и переформирован в Ибресинский уезд. 22 февраля 1922 года Постановлением Президиума ВЦИК утверждён Батыревский уезд в составе 14 волостей — центр временно оставался в Ибресях. Уже в июле 1922 года уездные учреждения были переведены в село Большое Батырево, но за неимением здесь достаточного количества помещений к 17 апреля 1923 года возвращены в Ибреси. С 6 марта 1923 года протоколы уездного исполнительного комитета стали составляться и подписываться Батыревским уисполкомом, но и в то время ещё центром уезда оставался посёлок Ибреси. Эта административная путаница и неопределённость в какой-то мере сохранялись до районирования в 1927 году, когда были образованы отдельные Большебатыревский и Ибресинский районы.
Засуха и неурожай 1920—1921 годов привели к массовому голоду: почти треть населения Большебатыревской волости выехала в Сибирь, наблюдался большой падёж скота, в селениях Ибресинского уезда трупы умерших «…по целым неделям валялись неубранными». Газета «Чувашский край» за март 1922 года писала о попытке людоедства: в Шыгырданах Ибресинского уезда (ныне — Батыревского района) голодная крестьянка пыталась съесть умершую дочь:

Шихирдановский Волкомпомгол прислал в Уездную Комиссию помгол доклад, где сообщает, что голодные граждане собирают с улиц собак, дохлых кошек и всякую падаль. В деревне Шихирданах у гражданки Софии Ялальдиковой померла дочь, труп которой мать пыталась скрыть, чтобы потом употребить в пищу, но соседи, узнав об этом, принудили труп предать земле. После этого случая, поев четырёх дохлых собак (предварительно исжарив в огне) через несколько дней умерла сама.
В деревне Полевых Бикшиках, Шихирдановской волости в пожар сгорела одна корова, которую голодные граждане тут же разделили и с’ели.
В Шихирдановской волости с 25 января по 5-е февраля умерло от голодной смерти 105 человек. В общем положение волости критическое. Необходимо обратить на волость серьезное внимание.
— «Ужасы голода». Газета «Чувашский край». № 37. От 14 марта 1922 года.
В рамках борьбы с голодом в Шыгырданах было открыто 9 столовых, где питалось 1040 детей. В Полевых Бикшиках и в Татарских Сугутах было по 3 столовых — они открылись для 460 и 410 детей соответственно. Всего в Батыревской волости появились 18 столовых — все эти пункты были организованы при помощи Американской администрации помощи (APA).
К 1927 году, в Батыревском районе имелось чуть более 10 коммунистов. Чувашская областная комсомольская организация возникла в октябре 1920 года. Секретарём обкома был избран уроженец района Михаил Каштанов, уроженец села Новое Ахпердино, воспитанник педагогических курсов в Тетюшах. Заметную роль в создании Батыревской волостной комсомольской организации сыграл уроженец деревни Чувашские Ишаки Фёдор Пушкин, проявивший себя как руководитель уже в 12 лет, когда его в 1920 году избрали секретарём сельсовета, а в 1921 году, с началом голода, ещё и заведующим столовой, открытой для голодающих детей. Ещё одна комсомольская ячейка с 25 декабря 1924 года существовала в селе Тойси. Первые партийные ячейки в районе были организованы агитаторами Чувашской секции Симбирского губернского комитета партии, учащимися старших классов Симбирской чувашской школы в сёлах Алманчикове, Батыреве, Новом Ахпердине и Тарханы.
21 апреля 1925 года Чувашская АО была преобразована в Чувашскую АССР, с 1927 года республика перешла к новому административному делению по районам — Батыревский район (как Большебатыревский) был образован 5 сентября 1927 года.
В разное время существовало следующее разделение современной территории района:
• собственно Большебатыревский район — 19 мая 1935 года переименован в Батыревский район, 22 февраля 1939 года — в Чкаловский район (11 февраля 1944 года центр из села Чкаловское перенесён обратно в Батырево), 20 ноября 1957 года — район обратно переименован в Батыревский;
• Шихирдановский район — существовал с 1929 по 1939 года, как татарский национальный район в составе 22 селений, выделенных из Большебатыревского, Ибресинского, Малояльчиковского, Шемуршинского районов;
• Тархановский район — создан в 1935 году на базе селений Большебатыревского района с присоединением близлежащих селений Алатырского и Ибресинского районов, переименован в 1939 году в Первомайский район, как и просуществовал до упразднения с причислением территории к укрупнённому Батыревскому району 21 июля 1959 года.
В годы НЭП в больших сёлах активно создавались общества и кооперативы. В 1928 году стали создаваться колхозные хозяйства («Красный пахарь», «Красное Батырево», «Февраль», «Щутталла», «Юхма» и другие).
В первые годы советской власти в селах района действовали многочисленные передвижные ликпункты, выпускавшие два выпуска за один учебный год, к примеру, 70 человек за 1924/1925 учебный год.
Осенью 1925 года в селе Батыреве проводилась первая для этих мест сельскохозяйственная выставка уездного уровня. Участниками выставки были две школы, два кооператива, агрономы с 79 образцами злаковых и кормовых культур, а также 10 пчеловодов.
Показ кинокартин в районе начался в 1929 году с демонстрации фильма «Счастливые черепки» (1927). Максимальный охват населения был обеспечен передвижкой кино по разным селениям народа. Первое звуковое кино в районе появилось в марте 1937 года в связи с доставкой в район киноплёнки со снятым на ней докладом VIII чрезвычайного съезда советов (декабрь 1936 года). Тогда в районном кинотеатре состоялся коллективный просмотр доклада о новой конституции.
Самая первая грузовая автомашина, а именно ГАЗ-АА в районе появилась в деревне Старые Тойси в декабре 1935 года у председателя колхоза М. Г. Герасимова. На должность шофёра пригласили со стороны — местных людей, умеющих водить машину, не оказалось. Примечательно, что в первые 2-3 десятилетия советской власти, должностные люди для передвижения по району пользовались ямской гонкой: для этого Батыревский волисполком арендовал у граждан районного центра около 6 лошадей за натуральную плату хлебом (234 пуда за 6 лошадей).
Репрессии 1930-х годов коснулись уроженцев Батыревского района: писатель Фатхи Бурнаш (Полевые Бикшики) был расстрелян по обвинению в связях правобуржуазными татарскими националистами, преподаватель казанского вуза В. А. Кудрявцев (Верхнее Турмышево) — за принадлежность к ученикам Бухарина. Осуждёнными оказались большое количество жителей района.
Во время Великой Отечественной войны на фронт ушло 8377 уроженцев района, из них 6034 человек погибло. Уроженцы района Баки Рахимов, Павел Кузнецов, Виталий Уруков, Пётр Юхвитов стали Героями Советского Союза.
В 1950-х годах на реке Буле имелось несколько электростанций. Одна из них, на территории района, воздвигнутая силами двух соседских колхозов «Путь социализма» (Малые Арабузи) и «Красное Именево» (Именево). Строительство началось в 1948 году, объект заработал к 1950 году к 30-летию Чувашской автономии.
В 1960-е годы высокого звания Героя Социалистического Труда удостоились М. Г. Долгов (Старые Тойси), Н. В. Каргин (д. Старое Ахпердино), В. А. Никитин (уроженец Яльчикского района, трудившийся в батыревском колхозе «Гвардеец».
За высокие урожаи пшеницы трудящиеся колхозов района: бригадир колхоза «Гвардеец» И. Е. Перепёлкин и звеньевая М. Д. Цветкова удостоились звания Герой Социалистического Труда. Уроженка села Тарханы П. И. Куприянова стала депутатом Верховного Совета СССР.

## Население
| 1993    | 1997    | 2001    | 2002    | 2005    | 2009    | 2010    | 2011    | 2012    |
| ------- | ------- | ------- | ------- | ------- | ------- | ------- | ------- | ------- |
| 41 900  | ↘40 800 | ↘40 000 | ↗41 769 | ↘40 600 | ↘39 352 | ↘38 620 | ↘38 441 | ↘37 727 |
| 2013    | 2014    | 2015    | 2016    | 2017    | 2018    | 2019    | 2020    | 2021    |
| ↘36 939 | ↘36 099 | ↘35 729 | ↘35 142 | ↘34 496 | ↘34 055 | ↘33 419 | ↘32 878 | ↘32 060 |

### Национальный состав
По данным переписи населения 2010 года большинство населения составляют чуваши (70 %). Батыревский район наряду с Комсомольским являются районами с наибольшей численностью татар в республике (27 %). Здесь расположено самое крупное татарское село Чувашской Республики Шыгырдан, татарскими также являются сёла Долгий Остров, Татарские Сугуты, Полевые Бикшики Татарские Тимяши, Кызыл-Чишма, Кзыл-Камыш, Новые Чепкасы, Малые Шихирданы.
| Национальность | Число указавших национальность и доля от населения района |
| -------------- | --------------------------------------------------------- |
| Чуваши         | 70,46 % (27 212)                                          |
| Русские        | 1,59 % (613)                                              |
| Татары         | 27,22 % (10 512)                                          |

## Территориальное устройство
В рамках административно-территориального устройства, район делится на 19 административно-территориальных единиц сельских поселений.
В рамках организации местного самоуправления с 2004—2022 гг. муниципальный район включал 19 муниципальных образований со статусом сельского поселения, которые 1 января 2023 года были упразднены и объединены в единый муниципальный округ.
| №  | Сельское поселение                    | Административный центр   | Количество населённых пунктов | Население (чел.) | Площадь (км²) |
| -- | ------------------------------------- | ------------------------ | ----------------------------- | ---------------- | ------------- |
| 1  | Алманчиковское сельское поселение     | село Алманчиково         | 1                             | ↘706             | 23,25         |
| 2  | Балабаш-Баишевское сельское поселение | село Балабаш-Баишево     | 1                             | ↘556             | 36,76         |
| 3  | Батыревское сельское поселение        | село Батырево            | 1                             | ↗5281            | 25,79         |
| 4  | Бахтигильдинское сельское поселение   | деревня Бахтигильдино    | 4                             | ↘729             | 122,26        |
| 5  | Бикшикское сельское поселение         | деревня Полевые Бикшики  | 6                             | ↘2188            | 51,43         |
| 6  | Большечеменевское сельское поселение  | село Большое Чеменево    | 2                             | ↘801             | 52,40         |
| 7  | Долгоостровское сельское поселение    | деревня Долгий Остров    | 2                             | ↘1041            | 25,13         |
| 8  | Кзыл-Чишминское сельское поселение    | деревня Кзыл-Чишма       | 3                             | ↘795             | 30,96         |
| 9  | Новоахпердинское сельское поселение   | село Новое Ахпердино     | 3                             | ↘1854            | 45,11         |
| 10 | Норваш-Шигалинское сельское поселение | село Норваш-Шигали       | 3                             | ↘1444            | 62,34         |
| 11 | Первомайское сельское поселение       | село Первомайское        | 6                             | ↘1975            | 50,92         |
| 12 | Сигачинское сельское поселение        | деревня Сигачи           | 2                             | ↘579             | 19,88         |
| 13 | Сугутское сельское поселение          | село Сугуты              | 1                             | ↘1329            | 34,39         |
| 14 | Тарханское сельское поселение         | село Тарханы             | 4                             | ↘1490            | 122,53        |
| 15 | Татарско-Сугутское сельское поселение | деревня Татарские Сугуты | 1                             | ↘1075            | 29,32         |
| 16 | Тойсинское сельское поселение         | село Тойси               | 8                             | ↘2388            | 68,86         |
| 17 | Туруновское сельское поселение        | деревня Малое Батырево   | 3                             | ↘1523            | 25,08         |
| 18 | Шаймурзинское сельское поселение      | деревня Шаймурзино       | 3                             | ↘1030            | 38,83         |
| 19 | Шыгырданское сельское поселение       | село Шыгырдан            | 2                             | ↘5636            | 78,42         |

## Населённые пункты
В Батыревском районе (муниципальном округе) расположено 56 населённых пунктов:
| №  | Населённый пункт      | Тип     | Население | Сельское поселение                    |
| -- | --------------------- | ------- | --------- | ------------------------------------- |
| 1  | Абамза                | деревня | ↗546      | Тарханское сельское поселение         |
| 2  | Алманчиково           | село    | ↘706      | Алманчиковское сельское поселение     |
| 3  | Бакашево              | деревня | ↗534      | Большечеменевское сельское поселение  |
| 4  | Балабаш-Баишево       | село    | ↘556      | Балабаш-Баишевское сельское поселение |
| 5  | Балабаш-Нурусово      | деревня | ↗327      | Бахтигильдинское сельское поселение   |
| 6  | Батырево              | село    | ↗5281     | Батыревское сельское поселение        |
| 7  | Бахтигильдино         | деревня | ↗543      | Бахтигильдинское сельское поселение   |
| 8  | Большое Чеменево      | село    | ↗793      | Большечеменевское сельское поселение  |
| 9  | Булаково              | деревня | ↗217      | Тойсинское сельское поселение         |
| 10 | Верхнее Атыково       | деревня | ↗404      | Шаймурзинское сельское поселение      |
| 11 | Верхнее Турмышево     | деревня | ↗295      | Тарханское сельское поселение         |
| 12 | Верхние Бюртли-Шигали | деревня | ↗284      | Первомайское сельское поселение       |
| 13 | Долгий Остров         | деревня | ↗962      | Долгоостровское сельское поселение    |
| 14 | Именево               | деревня | ↗527      | Бикшикское сельское поселение         |
| 15 | Кзыл-Камыш            | деревня | ↗396      | Шыгырданское сельское поселение       |
| 16 | Кзыл-Чишма            | деревня | ↗702      | Кзыл-Чишминское сельское поселение    |
| 17 | Козловка              | деревня | ↗170      | Тойсинское сельское поселение         |
| 18 | Кокшаново             | деревня | ↗367      | Первомайское сельское поселение       |
| 19 | Красномайск           | деревня | ↗666      | Кзыл-Чишминское сельское поселение    |
| 20 | Люля                  | посёлок | ↗69       | Бахтигильдинское сельское поселение   |
| 21 | Малое Батырево        | деревня | ↘662      | Туруновское сельское поселение        |
| 22 | Малое Чеменево        | деревня | ↗170      | Сигачинское сельское поселение        |
| 23 | Малые Арабузи         | деревня | ↗544      | Бикшикское сельское поселение         |
| 24 | Малые Шихирданы       | деревня | ↗111      | Тойсинское сельское поселение         |
| 25 | Нижнее Атыково        | деревня | ↗283      | Первомайское сельское поселение       |
| 26 | Нижнее Турмышево      | деревня | ↗422      | Шаймурзинское сельское поселение      |
| 27 | Новое Ахпердино       | село    | ↗1187     | Новоахпердинское сельское поселение   |
| 28 | Новое Бахтиярово      | деревня | ↗519      | Тойсинское сельское поселение         |
| 29 | Новое Котяково        | деревня | ↗519      | Туруновское сельское поселение        |
| 30 | Новые Чепкасы         | деревня | ↗29       | Кзыл-Чишминское сельское поселение    |
| 31 | Норваш-Шигали         | село    | ↗1224     | Норваш-Шигалинское сельское поселение |
| 32 | Первомайское          | село    | ↗1262     | Первомайское сельское поселение       |
| 33 | Подлесные Шигали      | деревня | ↗746      | Норваш-Шигалинское сельское поселение |
| 34 | Полевое Чекурово      | деревня | ↗321      | Первомайское сельское поселение       |
| 35 | Полевые Бикшики       | деревня | ↗1218     | Бикшикское сельское поселение         |
| 36 | Сигачи                | деревня | ↗752      | Сигачинское сельское поселение        |
| 37 | Сидели                | деревня | ↗555      | Первомайское сельское поселение       |
| 38 | Старое Ахпердино      | деревня | ↗795      | Тойсинское сельское поселение         |
| 39 | Старое Котяково       | деревня | ↗681      | Новоахпердинское сельское поселение   |
| 40 | Старые Тойси          | деревня | ↗837      | Тойсинское сельское поселение         |
| 41 | Сугуты                | село    | ↘1329     | Сугутское сельское поселение          |
| 42 | Тарханы               | село    | ↘824      | Тарханское сельское поселение         |
| 43 | Татарские Сугуты      | деревня | ↘1075     | Татарско-Сугутское сельское поселение |
| 44 | Татарские Тимяши      | деревня | ↗176      | Тойсинское сельское поселение         |
| 45 | Татмыш-Югелево        | деревня | ↗772      | Новоахпердинское сельское поселение   |
| 46 | Тигашево              | деревня | ↗457      | Бикшикское сельское поселение         |
| 47 | Тойси                 | село    | ↗982      | Тойсинское сельское поселение         |
| 48 | Туруново              | село    | ↗713      | Туруновское сельское поселение        |
| 49 | Ульяновка             | посёлок | ↗167      | Бахтигильдинское сельское поселение   |
| 50 | Хурама-Твар           | посёлок | ↗127      | Тарханское сельское поселение         |
| 51 | Чувашские Ишаки       | деревня | ↗385      | Долгоостровское сельское поселение    |
| 52 | Шаймурзино            | деревня | ↗906      | Шаймурзинское сельское поселение      |
| 53 | Шигали                | выселок | ↗47       | Бикшикское сельское поселение         |
| 54 | Шыгырдан              | село    | ↘5282     | Шыгырданское сельское поселение       |
| 55 | Яншихово              | деревня | ↗527      | Бикшикское сельское поселение         |
| 56 | Ясная Поляна          | посёлок | ↗41       | Норваш-Шигалинское сельское поселение |

## Природа
Район находится в пределах Чувашского плато, части Приволжской возвышенности и представляет собой слабохолмистую равнину с незначительными перепадами высот.
Полезные ископаемые представлены сырьём для производства кирпича (Новокотяковское и Первомайское месторождения).
Климат района умеренно континентальный с устойчивыми морозами и метелями зимой, продолжительным тёплым летом, нередко жарким и сухим. Самый холодный месяц январь с температурой в пределах от −12°… −13 °C, бывают морозы до −45 °C. Самым тёплым месяцем является июль со средней температурой +18°… +19 °C и максимальной +37°… +39 °C. Активный вегетационный период длится более четырёх месяцев. За год выпадает до 400 мм осадков. Отдельные годы бывают либо засушливыми, либо избыточно увлажнёнными.
Главная река Була относится к бассейну Свияги, является её правым притоком. На территории района её длина составляет более 50 км; используется для орошения сельскохозяйственных угодий. Другие реки малые, с небольшим стоком.
Почвы района отличаются естественным плодородием. В северной, центральной и восточной частях господствующее положение занимают чернозёмы выщелоченные среднегумусные и тучные в сочетании с сильновыщелоченными, в редких местах — с типичными чернозёмами, западная часть местами представлена типично серыми лесными почвами, западная и южная территории находятся в пределах песчаных почв в сочетании со супесчаными дерново-подзолистыми и мелкими пятнами болотных почв. Территория, в значительной степени, распахана.
Породный состав лесов разнообразен: сосновые леса с примесью берёзы, осины, реже ели и липы, дубовые и липовые леса с примесью клёна, дуба, ильма (вяза), осиновые леса с примесью берёзы и других пород. Наиболее ценными являются хвойные леса.
Животный мир представлен преимущественно степными видами: суслик крапчатый, сурок, тушканчик, заяц-русак, лиса, волк; в лесах обитают белка, рысь, бобр, барсук, куница и прочие, встречаются лоси.
На востоке района находится степной участок Присурского заповедника. Батыревский сурковый заказник был организован в 1961 году, имел площадь 500 га, а сменивший его заповедник сейчас охватывает всего лишь 25 га.

## Экономика
Главной отраслью экономики района является сельское хозяйство. До 50 % территории занято пашней. В зональной системе земледелия район относится к юго-восточной зерново-картофелеводческой зоне с овощеводством. Животноводство имеет мясо-молочное направление. Промышленность развита слабо. Имеются Батыревский маслозавод, Первомайский крахмало-паточный завод, несколько хлебопекарен, Сигачинский древкомбинат и другие.

## Здравоохранение
Возникновение профессионального медицинского обслуживания в Батыревском районе напрямую связано с возникновением в Российской империи земств в 1864 году. В 1869 году в селе Батыреве, как в волостном центре, открылась земская больница (временный покой) под руководством фельдшера. В 1870 году волостное правление, переехавшее в новое здание, освободившееся помещение передало под больницу. С открытием больницы был учреждён третий в Буинском уезде врачебный участок Батыревский, который обслуживал сёла с общей численностью 30 тысяч человек. К примеру, в 1903 году в Батыревскую участковую больницу за помощью обратилось 11938 человек, которыми сделано 15563 посещений. В том году большое распространение получили тиф (было выявлено 184 случая) и оспа (174 случая), была распространена скарлатина. В 1877 году в здании больницы произошёл пожар, новое здание на 15 коек с водопроводом и канализацией было достроено лишь к 1882 (1887?) году, к 1904 году число коек возросло до 30.
В первые годы советской власти (с 1919 года), в период полной разрухи, острой нехватки кадров и медикаментов заведовать больницей стал выпускник Петербургской военно-медицинской академии, участник Первой мировой и Гражданской войн Иван Васильевич Белавин. Заведующим санитарно-эпидемиологическим подотделом при Батыревской уездном отделе здравоохранения, позднее заведующим самого уездного отдела являлся выпускник школы ротных фельдшеров Сергей Андреевич Мыльников, уроженец села Батырева.
В 1925 году были открыты родильные койки, в 1931 году организованы женская и детская консультации. С 1926 года больницей заведовала врач Людмила Михайловна Архангельская, окулист по специальности. Из-за высокой заболеваемости трахомой, при больнице было открыто 10 глазных коек, а в 1936 году в больнице количество трахоматозных коек доведено до 70. В 1937 году был открыт туберкулезный кабинет в селе Батыреве, работали врачи общих специальностей, только в 1948 году врачом-фтизиатром и рентгенологом в район была назначена Дарья Александровна Воробьёва. Великая Отечественная война 1941—1945 годов задержала развитие здравоохранения в районе, как и повсюду, но после войны больница укрепилась кадрами, в большинстве своем фронтовиками-медиками. К 1948 году в больнице было 50 коек, к 1955 году количество коек достигло 85, к 1959 году выросло до 100. Начало строительству нынешних корпусов Батыревской центральной районной больницы (стационар на 260 коек и поликлиника на 300 посещений в смену) было положено в июле 1969 года, проектно-сметная документация была подготовлена главным врачом Батыревского района с 1968 по 1980 годы Владимиром Ильичом Иголкиным.
В настоящее время в штате больницы находятся 6 врачей высшей категории, 19 врачей первой квалификационной категории, 6 заслуженных врачей Чувашской Республики, 6 медицинских работников награждены значком «Отличнику здравоохранения». В практику внедряются новейшие достижения медицинской науки.

## Транспорт
По району проходит федеральная автодорога А-151 Цивильск — Ульяновск.

## Известные уроженцы
- Айги, Геннадий Николаевич, чувашский поэт, переводчик, внёс большой вклад в популяризацию чувашской поэзии и культуры в мире, народный поэт Чувашской Республики;
- Антонов, Иван Захарович, мордовский писатель, журналист;
- Артемьев, Александр Спиридонович, чувашский прозаик, поэт и литературный критик, переводчик, народный писатель Чувашской АССР;
- Бурнаш, Фатхи, татарский драматург, поэт, прозаик, публицист, переводчик, театральный деятель;
- Давыдов-Анатри, Василий Иванович, чувашский поэт, заслуженный работник культуры РСФСР, народный поэт Чувашской АССР;
- Денисов, Пётр Владимирович, этнограф, доктор исторических наук, профессор, заслуженный деятель науки Чувашской АССР;
- Исаев, Юрий Николаевич, языковед, доктор филологических наук, государственный и политический деятель;
- Исмуков, Николай Аверкиевич, чувашский поэт, доктор философских наук, профессор, народный поэт Чувашской Республики;
- Калентьева, Ирина Николаевна, российская спортсменка-велогонщица, бронзовый призёр XXIX летних Олимпийских игр в Пекине по маунтинбайку (кросс-кантри), чемпионка мира 2007 и 2009 годов;
- Карягина, Марина Фёдоровна, чувашская поэтесса, прозаик и драматург, тележурналист, режиссёр-документалист;
- Кокель, Алексей Афанасьевич, чувашский живописец;
- Крганов, Альбир Рифкатович, муфтий и глава Духовного собрания мусульман России;
- Кураков, Лев Пантелеймонович, советский и российский организатор высшего образования, учёный-экономист, государственный деятель;
- Лисина, Ева Николаевна, чувашский прозаик, поэтесса, драматург, переводчица;
- Миначёв, Хабиб Миначевич, учёный-химик, академик Академии наук СССР, действительный член Российской академии наук;
- Митта, Василий Егорович, чувашский поэт, переводчик;
- Рогожин, Алексей Владимирович (Лёша Рав), мордовский поэт, переводчик;
- Садальский, Станислав Юрьевич, советский и российский актёр театра и кино, тележурналист, заслуженный артист РСФСР, народный артист Чувашии;
- Сарби, Раиса Васильевна чувашская поэтесса, прозаик, драматург, переводчик;
- Талвир, Алексей Филиппович, чувашский писатель, драматург и прозаик, журналист;
- Феизов, Энвер Зиатдинович, учёный-философ, доктор философских наук, профессор;
- Шакуров, Рафаил Хайруллович, психолог, доктор психологический наук, профессор;
- Юрату, Альбина Васильевна, чувашская поэтесса;
- Юхма, Мишши, чувашский писатель, почётный академик Национальной академии наук и искусств Чувашской Республики, поэт, драматург, народный писатель Чувашии.